# Bellesserre
Bellesserre ist eine französische Gemeinde mit 110 Einwohnern (Stand: 1. Januar 2022) im Département Haute-Garonne in der Region Okzitanien (vor 2016 Midi-Pyrénées). Sie gehört zum Arrondissement Toulouse und zum Kanton Léguevin. Die Einwohner werden Bellesserrois und Bellesserroises genannt.

## Geographie
Bellesserre liegt an der Grenze zum Département Tarn-et-Garonne, etwa 35 Kilometer nordwestlich von Toulouse. Umgeben wird Bellesserre von den Nachbargemeinden Beaupuy im Norden, Le Burgaud im Osten, Drudas im Süden sowie Lagraulet-Saint-Nicolas im Westen.

## Bevölkerungsentwicklung
| Jahr                       | 1962 | 1968 | 1975 | 1982 | 1990 | 1999 | 2006 | 2013 | 2020 |
| Einwohner                  | 40   | 40   | 42   | 36   | 33   | 50   | 79   | 101  | 105  |
| Quellen: Cassini und INSEE |      |      |      |      |      |      |      |      |      |

## Sehenswürdigkeiten
- Kirche Sainte-Madeleine